# Agustí Montal Costa
Pour les articles homonymes, voir Agustí Montal, Montal (homonymie) et Costa.
Agustí Montal Costa, né le 5 avril 1934 à Barcelone et mort le 22 mars 2017 dans cette ville, est un économiste et chef d'entreprise espagnol.
Il préside le FC Barcelone entre 1969 et 1977. Il est le fils d'Agustí Montal Galobart qui a aussi présidé le FC Barcelone (1946-1952).

## Biographie
Agustí Montal Costa est issu d'une famille importante dans le secteur textile catalan. En 1969, il accède à la présidence du FC Barcelone.
Durant son mandat, il impulse la devise El Barça és més que un Club (« Le Barça est plus qu'un club »). Il est le premier président à réintroduire la langue catalane dans le bulletin du club, sur le carnet d'abonné (socio) et à la mégaphonie du stade. Il se plaint souvent à la Fédération espagnole de football de la discrimination subie par le Barça lors du recrutement de joueurs étrangers et des arbitrages injustes (comme celui de l'arbitre Emilio Guruceta).
Agustí Montal parvient à recruter Johan Cruyff et d'autres joueurs de renom comme Johan Neeskens ou Hugo Sotil. Grâce à ces joueurs-là, le club remporte le championnat d'Espagne 1973-1974 après quatorze ans de disette.
Pendant son mandat, le club inaugure en 1971 le Palau Blaugrana et le Palau de Gel. Le club se dote aussi de l'hymne composé par Jaume Picas et Josep Maria Espinàs qui est encore utilisé actuellement.
En 1977, il démissionne. C'est son vice-président Raimon Carrasco qui assume l'intérim jusqu'à l'élection en 1978 de José Luis Núñez.
Agustí Montal Costa a aussi présidé l'Asociación industrial textil de proceso algodonero entre 1979 et 1985. Entre 2003 et 2011, il préside la Fundació Enciclopèdia Catalana.
Lors des élections espagnoles de 1982, il est candidat au Sénat avec le parti Convergència i Unió mais il n'est pas élu. Il est également conseiller de La Caixa et de Gas Natural. En tant que gérant de l'entreprise Montalfita, avec son frère Josep Maria et 97 autres entrepreneurs catalans, il est accusé en 1986 de fraude à la Sécurité sociale. Le ministère public demande une peine de six ans d'emprisonnement. Le procès a lieu en septembre 1994. Montal accepte sa culpabilité en échange d'une peine réduite. Il est condamné à onze mois de prison, ce qui lui permet de ne pas`avoir à effectuer cette peine. Il est ensuite membre du comité directeur de la Federació de Mutualitats de Catalunya dont il devient président en 2005.
En 2004, le gouvernement catalan lui octroie la Creu de Sant Jordi.